# 青河镇 (平泉市)
青河镇，原为松树台乡，是中华人民共和国河北省承德市平泉市下辖的一个乡镇级行政单位。2019年1月，撤销松树台乡，设立青河镇。

## 行政区划
青河镇下辖以下地区：
松树台村、营子村、青河社区村、闫杖子村、西梁村、老道洼村、古山子社区村、田杖子村、东窝铺村、中心村和三合村。